# (52424) 1994 LX3
(52424) 1994 LX3 là một tiểu hành tinh vành đai chính. Nó được phát hiện bởi Henri Debehogne ở Đài thiên văn La Silla ở Chile ngày 3 tháng 6 năm 1994.